# Sophronica bituberculata
Sophronica bituberculata là một loài bọ cánh cứng trong họ Cerambycidae.